# 横滑り防止装置

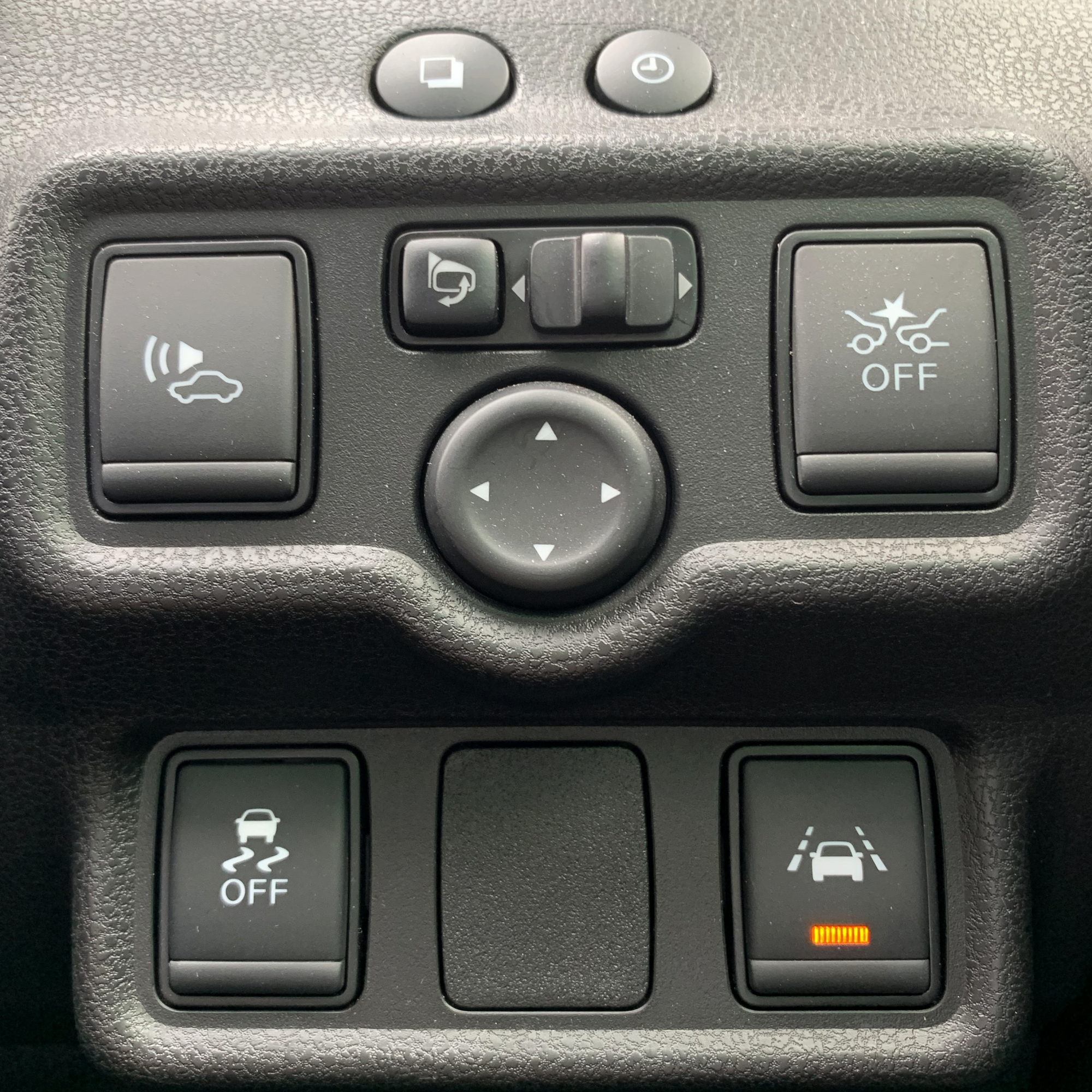
横滑り防止システムの表示（左下スイッチ）の例。

横滑り防止装置（よこすべりぼうしそうち、英：Electronic Stability Control、略称 ESC）とは、自動車の旋回時における姿勢を安定させる装置の一種。
横滑り防止機構、スタビリティ・コントロール・システム、車両（制動）挙動安定（化）装置、車両挙動制御装置、車両挙動安定化制御システム、車両安定制御システムや車両走行安定補助システムなどとも呼ばれる。
突然の路面状況の変化や、危険回避などのために急激なステアリング操作をして自動車の車両姿勢が乱れた際、横滑りなどの車両の不安定な挙動を抑制し、走行安定性を確保し、車両の姿勢を安定させるシステムのことである。

## 概要
ESCは、オーバーステアやアンダーステアなどの車両が不安定な状態（以下、危険な状況下）を検知すると、各種センサーから得られた情報を元にブレーキやエンジン出力を自動統合制御（瞬時に適切な車輪へブレーキをかけるとともに、エンジン出力を制御）することによって理想の走行状態に近づけるよう車両の姿勢を自動制御し、車両の急激な挙動変化を抑え、可能な限り車両の挙動を安定させる 。
ESCは、車の基本性能である「走る」「曲がる」「止まる」のうち、「曲がる」を制御する予防安全（アクティブセーフティー）のシステムである。「走る」を制御するシステムは「トラクションコントロールシステム（TCS）」、「止まる」を制御するシステムは「ABS」である。

## 解説
前出の、制動時に車輪のロックを防ぐABS、制動・加速・減速時の車輪空転（ホイールスピン）を防ぐTCS等を統合制御することによって、車両旋回時におけるアンダーステアやオーバーステアを防止する制御を可能としている。
ESCが開発されたことにより、操舵角に応じて最適に車両の姿勢を制御する機能も統合制御が可能となった。また、運転者のステアリングが意図する旋回速度と、ヨーレート（角速度）センサ（ジャイロスコープ）が検出する実際の旋回速度に差異がある場合、電子制御ブレーキを適切に作動させて、実際の旋回速度を運転者が意図する旋回速度に一致させる自動制御も可能となった。

## 歴史
技術的な進化の過程としては、ABSとTCSが併用され、より精密な制御と作動時の車両の安定を狙って各輪独立制御（EBDなどと呼ばれる）付きABSとなり、ヨーレートセンサが組み合わされて、ステアリング切れ角に合わせて旋回時にも車両を安定させる統合制御が可能になったと考えるとわかりやすい。
メルセデスが1995年、世界に先駆けてSクラスに搭載した。横滑り防止装置・ESCなどの呼称が一般的だが、メーカーによって様々な呼称がある。事故を未然に防ぐアクティブセーフティの主要技術として、先進国のクルマを中心に標準化が進んでいる。
さらに近年は、電動パワーステアリング（EPS）の車輪の切れ角を、ハンドル操舵角に単純に比例させるのではなく最適に制御する「操舵トルクアシスト（アクティブ・ステアリング機能）」との統合制御に発展している。こちらのシステムは、2003年のトヨタ・プリウスに「S-VSC（Steering-assisted Vehicle Stability Control, ステアリング協調車両安定性制御システム）」として搭載され、2008年10月からのホンダ・オデッセイに「VSA/Motion Adaptive EPS」として搭載された。
以下に、技術的な進化の過程を示す。
1. 「ABS」と「TCS」のシステムを組み合わせた、制動・加速・減速時のロックやホイールスピンを防ぐための安全補助システムが開発される。
2. 「1. 」の安全補助システムをより精密に制御し、作動時の車両安定性を確保するために「EBD（「各輪独立制御」のもの）付きABS」と「TCS」のシステムを組み合わせた安全補助システムが開発される。
3. 「2. 」に操舵角とヨーレートセンサなどから得られた情報を統合した安全補助システム（これが当該装置である）が開発される。

## ESCの導入による効果
ESCの導入は事故の軽減に効果があるとされ、事故率減少に効果がある。
ヨーロッパにおけるデータとしては、単独事故の発生率が約30%減少するという（ダイムラークライスラー調べ）。
日本におけるデータとしては、事故の発生率が車両単独事故で約44%減少するという（独立行政法人 自動車事故対策機構調べ）。
後に示す脚注の討議論文「自動車横滑り防止装置の費用便益分析」によれば、ESCを装備することによって、乗用車が第一当事者である事故のうちで、車両単独事故に関しては 39.5%、正面衝突事故に関しては 27.0%が回避できるという（脚注の討議論文調べ）。

## ESCの普及について
特にドイツで普及しており、普及率は約80 %となっている。一方アメリカは約60 %、日本は約60 %となっている。
日本の普及率の低さについては、「消費者がシステムを知らない、正当に評価をしていない」「自動車メーカー各社とも名称がバラバラ（「#各社での名称」を参照）で、ESCの知名度が低い」「自動車メーカーが販売台数の多い軽自動車などに搭載しない」といった問題点が指摘されている。
ESCは、2012年（平成24年）10月以降に新型車として発売された又は、フルモデルチェンジされた乗用車（軽自動車を除く）には全車標準装備となるが、軽自動車では、一部のモデルのみにオプションとして設定される場合がある。ESCの装着に際してかかるコストは、「ESC本体のコスト」、「メーカーが種々のテストをESC装着車種に対して行うために必要なコスト（平たく言えば、開発諸経費）」などがある。当然の事ではあるが、全車種にESCを標準装備かオプション設定にするためには、上記のコストが全車種各々に対してかかる。
ダイハツは、一部車種に設定できたESC等を含むオプションをマイナーチェンジの変更で廃止したこともあった（L175ムーヴカスタムなど）。

### 装着義務化へ
乗用車
国土交通省は、2010年（平成22年）12月に乗用車にESCを順次義務化すると発表した。
2012年（平成24年）10月以降に新型車として発売される車種およびフルモデルチェンジされる車種に義務づけられる。既存車種も2014年10月以降には装備に追加する必要がある。軽自動車は新型車が2014年10月以降、それ以外は2018年2月以降に義務化される。ただし、超小型モビリティ（超小型モビリティに該当する車両と車両法上の原動機付自転車に分類されるミニカー）は、義務化の対象外となる可能性が予想される。
トラック・トレーラー・バス
国土交通省は、2013年（平成25年）8月に、国連欧州経済委員会の「制動装置に係る協定規則（第13号）」と「操縦装置の配置及び識別表示等に係る協定規則（第121号））」を採用し、トラック・トレーラー・バスの一部の車種に装着義務化すると発表した。新型車は2014年11月発売以降のモデルから、継続生産車も2017年2月以降から義務化された。

## 各社での名称
登録商標の関係から装置を開発メーカーや装置を採用した自動車メーカーにより呼称が異なる。OEMなどの理由により三菱、ヒュンダイ、トヨタ（トヨタ/レクサス両ブランド）、ダイハツなど1社で複数の名称が存在するケースがある。しかしながら、その基本的な構造、働きや効果は、ほぼ同等である。
現在、日本での名称統一に向けて、アドヴィックス、ボッシュ（日本法人）、コンティネンタル（日本法人）のブレーキ主要3社が「ESC普及委員会」を組織し、登録商標ではない一般名称として「ESC」を提唱している。なお、日本のボッシュ社を除くボッシュ・グループでは「ESP」と呼んでいる場合があるが、日本における「ESC」という呼称の使用は親会社である独ボッシュ社からも承認されており、独ボッシュ社の者も来日した際には、公式の席上において「ESC」と呼んでいる。
各メーカーでの呼称は、以下のとおりである（ABC順）。
- ASC - 三菱自動車
- ASTC - 三菱自動車
- CST - フェラーリ
- DSC（Dynamic Stability Control）- マツダ（10代目ファミリアバン・3代目ボンゴブローニイバン・5代目ボンゴ・6代目タイタンは除く）、BMW、ミニ（BMW）、フォード、ジャガー、ロールス・ロイス、アストンマーティン、ランドローバー
- DSTC（Dynamic Stability and Traction Control）- ボルボ
- DVS（Daihatsu Vehicle Stability control system）- ダイハツ（登録商標）（2006年頃まで。以降VSCに変更）
- ESC（Electronic Stability Control）- ESC普及委員会（上記参照）、GM大宇、ヒュンダイ
- ESBS - フォルクスワーゲン
- ESP（Electronic Stability Program）- ダイムラー、クライスラー、独ボッシュ、アウディ、フォルクスワーゲン、オペル、スズキ、ヒュンダイ/キア、フォード、シトロエン、プジョー、サンヨン、ベントレー、ブガッティ、ランボルギーニ、スパイカー・カーズ、スマート（自動車）
- IESC - いすゞ自動車（2代目ガーラは除く）、マツダ（6代目タイタンのみ）
- MSP（Maserati Stability Program）- マセラティ
- NDSC（Nissan Diesel Stability Control）- 日産ディーゼル（当時。現・UDトラックス）
- PSM （Porsche Stability Management）- ポルシェ
- Stabilitrak, PCS（Precision Control System）- ゼネラルモーターズ
- VDC（Vehicle Dynamics Control）- 日産、スバル、アルファロメオ
- VDIM（Vehicle Dynamics Integrated Management）- トヨタ、レクサス
- VSA（Vehicle Stability Assist）- ホンダ（主に日信工業製）、ヒュンダイ
- VSC（Vehicle Stability Control）- トヨタ（主にアドヴィックス製）、ダイハツ、レクサス、日野自動車、マツダ（10代目ファミリアバン・3代目ボンゴブローニイバン・5代目ボンゴのみ）、スバル（BRZおよびダイハツOEM車で併用）、いすゞ自動車（2代目ガーラのみ）。トヨタ、ダイハツはTRC（トラクションコントロール）とセット装備となる。
- VST（Vehicle Stability control system）- スズキ

## 任意自動車保険の割引について
ESCを装着した車輌は、保険会社により任意自動車保険割引を受けられる場合がある。

## ESCの限界について

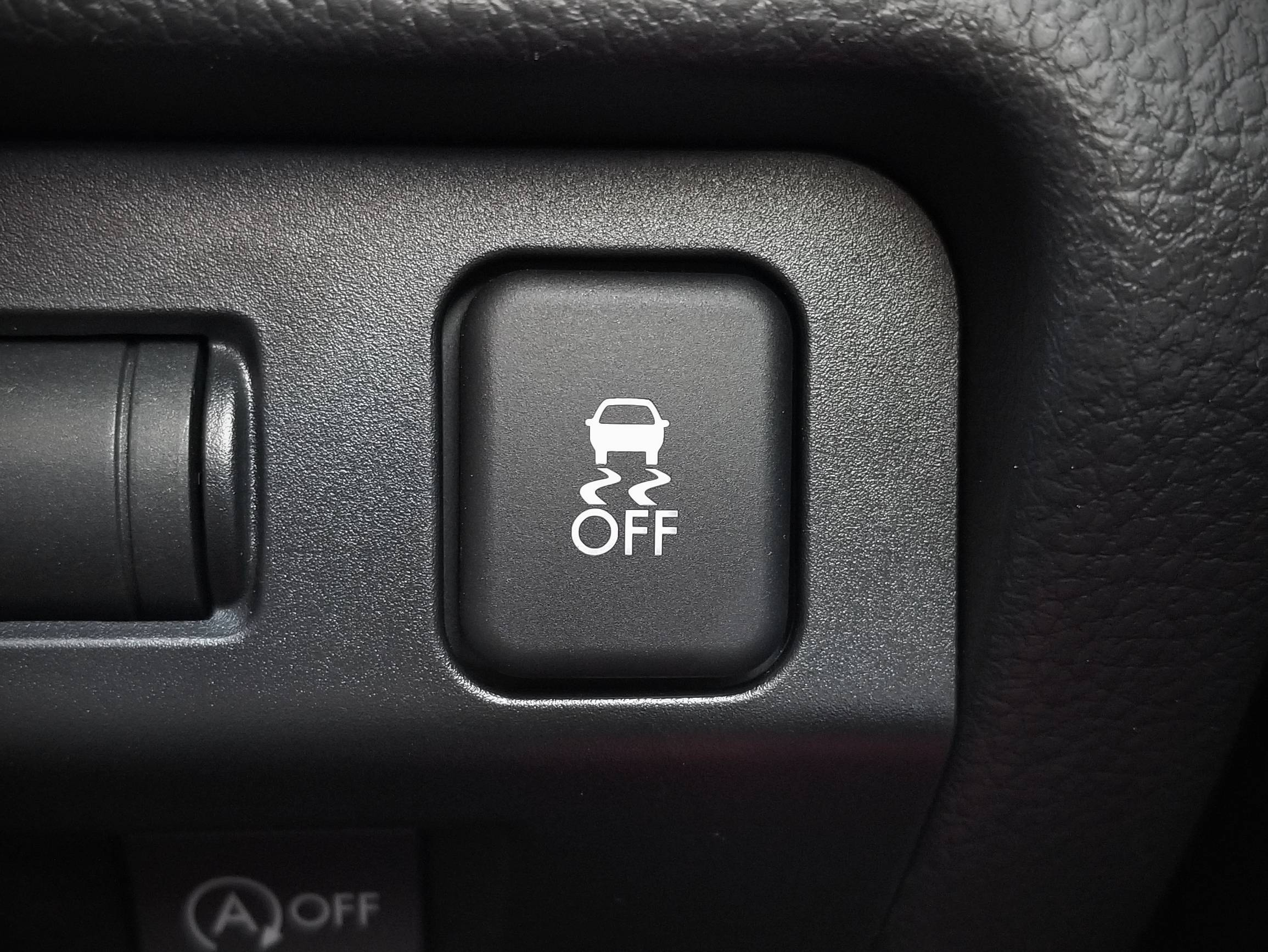
横滑り防止装置OFFスイッチ。ぬかるみや深い雪にはまった状態から脱出する際など、横滑り防止装置をOFFにし、タイヤを空転させた方が良い結果をもたらす場合もある。

ESCは、あくまでも運転操作や安定走行を補助する装置である。ESCは、運転に適度なゆとりをもたらしたり、危険な状況下においてドライバーのブレーキ操作やアクセル操作、およびステアリング操作を効果的にサポートするが、車の物理的限界を高めるシステムではない。そのうえ、ESCの安全性を保とうとする能力には限界があり、ドライバーがいかなる状況下で、いかなるステアリング操作をしても必ず横滑りを防止してくれる万能なシステムではない。また、ESC装着車であっても、タイヤの性能を超えたブレーキ性能を発揮することはできず、タイヤのグリップ力の限界を大きく超える（タイヤの能力を大きく超える）無謀運転やムリな運転までは制御できない。さらに、ESCが作動した状態であっても車両の方向安定性、操舵性やハンドル操作性の確保には限界があり、ESCを過信すると思わぬ事故につながるおそれがある。したがって、ESC装着車であってもESC非装着車と同様に、コーナーの手前や滑りやすい路面などでは車両をコントロールできる程度の充分な減速が必要である。また、ESC装着車でもESCを過信せずに、常に周囲の状況に注意を払い、車両の状態、路面状況、道路状況や交通状況に応じた安全運転を心掛けるべきである。さらに、ESC作動ブザーが鳴ったり、スリップ表示灯やスリップ警告灯（ESC作動表示灯）が表示されているときは、車両が横滑りなどの危険な状況に陥りやすいまたは、すでに陥っていることが考えられるため、特に慎重に運転すべきである。